# Sisenand

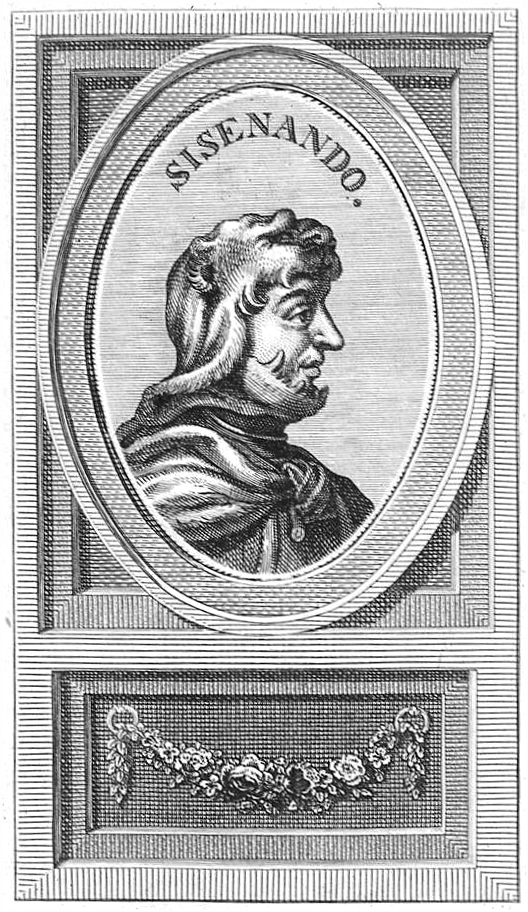
Sisenand. Ilustracja z dzieła Juana de Mariana (1536–1624) Historia general de Espana; źródło: Biblioteca Nacional de Espana, Madryt

Sisenand lub Sisinand, a w hiszpańskim, galicyjskim i portugalskim Sisenando (? - marzec 636) – król Wizygotów w latach 631 - 636.
Dzięki wsparciu udzielonemu przez króla Franków Dagoberta I, objął tron jako przywódca buntu przeciwko dotychczasowemu królowi, Swintili.
O jego panowaniu wiadomo bardzo niewiele. Jedyna pewna informacja dotyczy synodu Kościoła Wizygockiego, który odbył się w Toledo w roku 636. Poświęcony był on sprawom kościelnym oraz dotyczącym nauki, dyscypliny i liturgii. Na soborze tym Sisenand doprowadził do uchwalenia tzw. siedemdziesiątego piątego kanonu, którego celem było uregulowanie zasad sukcesji, przez co umocnił władzę królewską Wizygotów. Doprowadził również do uznania swego poprzednika za tyrana, ekskomunikowania go i konfiskaty wszystkich jego włości.
Sisenand zmarł w niewyjaśnionych okolicznościach w marcu 636 w Toledo, a jego następcą został Chintila.